# 낙안 오씨
낙안 오씨(樂安吳氏)는 전라남도 순천시 낙안면을 본관으로 하는 한국의 성씨이다.

## 역사
낙안 오씨(樂安吳氏)는 해주 오씨(海州吳氏)에서 직계 분적된 본관이다.
낙안 오씨(樂安 吳氏)의 시조는 고려(高麗) 시대에 삼사좌윤(三司左尹)을 지내었고 외적의 침입을 막으며 공을 세워 낙안군(樂安君)이라는 작위(爵位)에 책봉된 오사룡(吳士龍)이라는 무관(武官)이다.

## 주요 인물

### 일제 강점기
- 오희택: 전 수원지방검찰청 검사장.
- 오용운: 전 국회의원. 전 충청북도 도지사. 전 철도청장. 전 마사회 회장.